# Weltmeisterschaften der Rhythmischen Sportgymnastik 2019
Die 37. Weltmeisterschaften der Rhythmischen Sportgymnastik fanden vom 16. bis 22. September 2019 in Baku in Aserbaidschan statt.

## Siegerinnen

### Medaillenspiegel
| Rang | Nation    | Gold | Silber | Bronze | Gesamt |
| ---- | --------- | ---- | ------ | ------ | ------ |
| 1    | Russland  | 7    | 2      | 3      | 12     |
| 2    | Japan     | 1    | 2      | -      | 3      |
| 3    | Israel    | -    | 3      | 2      | 5      |
| 4    | Bulgarien | -    | 1      | 1      | 2      |
| 5    | Italien   | -    | -      | 1      | 1      |
| 5    | Ukraine   | -    | -      | 1      | 1      |